# Селективный аборт

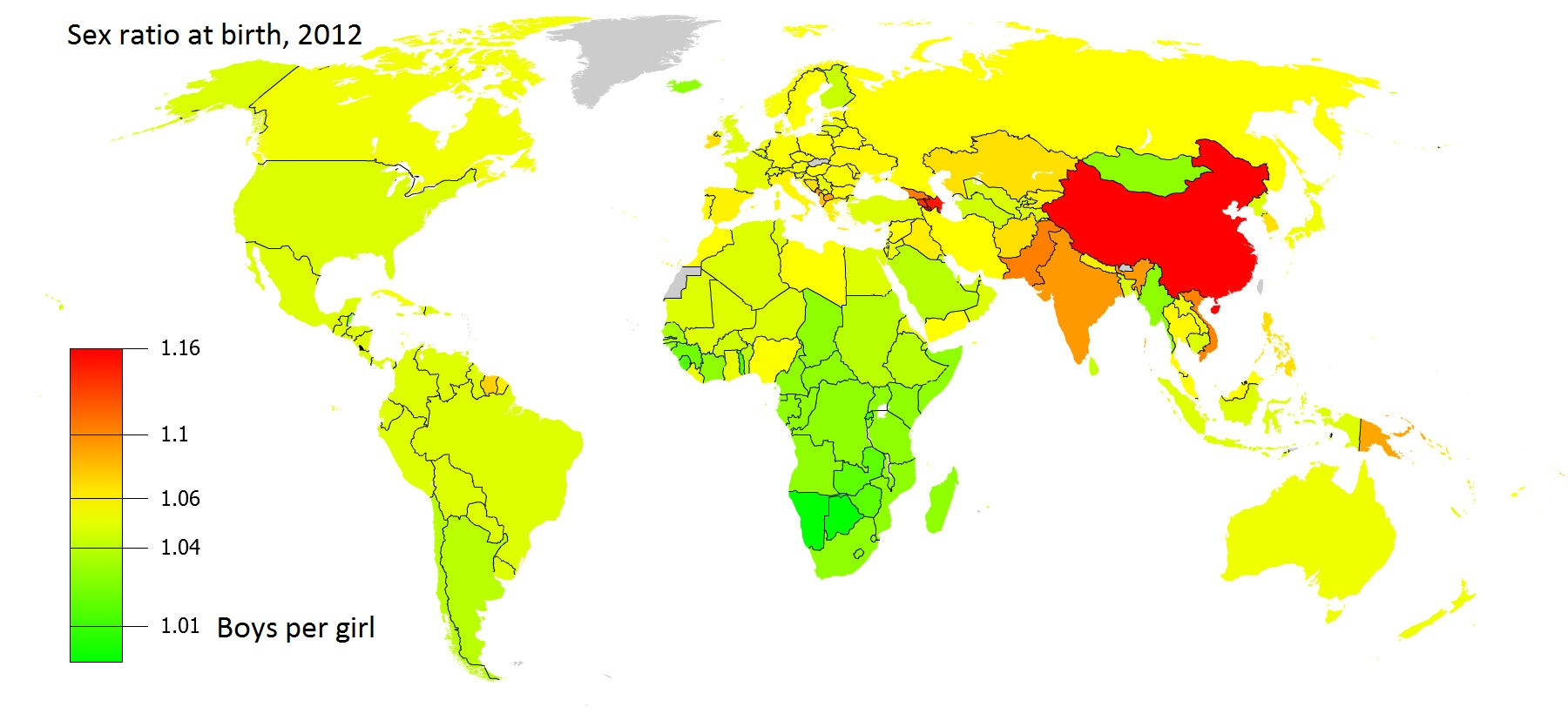
Красным цветом выделены регионы с наиболее диспропроциональным преобладанием новорождённых мужского пола среди новорождённых, 2012.

Селекти́вный або́рт — дискриминационная разновидность аборта, при которой родители совершают преднамеренное избавление от эмбрионов определённого пола. В современном мире подобная дискриминационная практика в отношении неродившихся девочек широко распространена в странаx c патриархальным укладом жизни, совмещённым с приниженным статусом женщин в обществе. К ним относятся Китай, Вьетнам, западная и центральная Индия, Пакистан, закавказские республики (Армения, Азербайджан и Грузия), а также албаноязычные регионы Балкан.

## Индикаторы

### Соотношение полов при рождении
Ввиду сложнодоказуемости того, что аборт был сделан потому, что эмбрион женского пола, основным опосредованным индикатором распространения практики селективных абортов в регионе является наблюдение за соотношением полов при рождении. Обычное соотношением полов при рождении составляет от 102 до 106 младенцев мужского пола к 100 — женского. В 2011 году Парламентская ассамблея Совета Европы обратила внимание на то, что в Албании, Армении и Азербайджане такое соотношение составляло 112/100, а в Грузии — 111/100 и выше. В связи с ростом доступности УЗИ в сельских регионах этих стран практика селективных абортов растёт. К примеру, в докладе Фонда ООН по народонаселению (UNFPA) говорится, что в 2013 году соотношение в Азербайджане достигло 116/100, в Армении — 115/100. Помимо этого, уровни, превышающие показатель в 110, были отмечены в Албании, в Черногории, Косово и в преимущественно албанских районах Македонии. Безусловным мировым лидером по этому показателю является КНР (119/100).

### Соотношение полов среди всего населения
Также на проблему наличия селективных абортов и инфантицид девочек указывают диспропорции в полах среди всего населения: так, в Азербайджане в 2012 году женщины составляли 46 % населения, при том что в Российской Федерации — 48 %.[значимость факта?]. Нехватка женщин-невест будет и в будущем стимулировать эмиграцию мужчин или приглашение невест из-за границы, что маловероятно, учитывая традиционно низкий уровень жизни в аграрно-патриархальных странах. Так, к 2020 году около 40 млн половозрелых китайских мужчин рискуют остаться без супруги чисто математически.

## Азия

### Китай
Отклонение в половом соотношении детей в Китае было замечено ещё в 1960 году, но тогда ещё находилось в пределах нормы. Но в 1990 году доля рождённых мальчиков по отношению к девочкам увеличилась уже до 111,9 %. В 2010 году это уже было 118 %. Исследователи полагают, что причиной дисбаланса соотношения полов являются повышенная смертность среди девочек, которых убивают сразу после рождения и избирательный аборт по признаку пола. Такую статистику сложно вести из-за того, что семья часто скрывала рождение ребёнка и аборты вследствие политики Китая «Одна семья — один ребёнок», которая подразумевала запрет на рождение второго или третьего ребёнка. Предположительно при скрываемых родах девочек чаще убивали, по примерным оценкам, при родах, которые намеренно скрывали от государства, родилось 2,26 % мужского населения и 5,94 % женщин Китая. Половой дисбаланс сильно зависит от регионов страны, так например в провинциях Аньхой, Цзяньси, Шэньси, Хунань и Гуандун на 100 новорождённых девочек приходится 130 мальчиков.

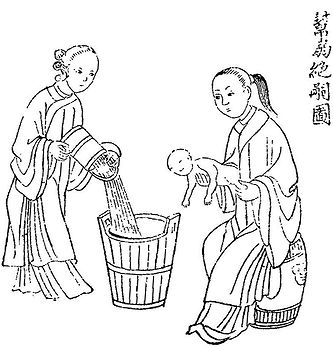
До распространения абортов, китайцы практиковали убийство новорождённых девочек в основном через закапывание или утопление.

Традиция женского детоубийства в Китае своими корнями уходит ещё в древность, и тогда с помощью народной медицины стремились узнать пол будущего ребёнка. Однако избирательный аборт начал масштабно практиковаться после появления возможности ультразвукового исследования. В 1986 году министерство здравоохранения запретило врачам сообщать пол будущего ребёнка, тем не менее это никак не изменило ситуацию. Три года спустя министерство здравоохранения объявило вне закона любое использование методов определения пола, за исключением случаев диагностики наследственных заболеваний. Тем не менее, на ситуации это по-прежнему никак не отразилось, так как через связи, дачи взяток и т. д., люди по-прежнему могли узнать от врачей пол ребёнка. Большинство семей предпочитают иметь мальчика, наследника семьи.
Существует прямая связь между селективными абортами и регионами Китая. Наиболее часто от девочек избавляются в сельской местности с низким уровнем жизни, где население следует более консервативным взглядам. В частности, это связано с традиционным представлением о мальчике как о наследнике семьи/клана. Дочери же являются лишь временными членами семьи, так как перейдут к другой семье после выдачи замуж. Другая причина — рождение мальчика сопровождается радостным событием в семье, это повышает статус матери перед знакомыми и семьёй, рождение девочки же, наоборот, влечёт позор. Одновременно в крупных городах наблюдается сильная эмансипация населения и вместе с ней и более благожелательное отношение к новорождённым девочкам.
Ранее желание иметь сына проявлялось в большей рождаемости, когда семья стремилась родить наследника со второй или третьей попытки. Однако политика «Одна семья — один ребёнок» привела к росту абортов девочек. Даже в сельских районах большинство женщин знает, что ультрасонография может использоваться для распознавания по признаку пола. При этом при беременности каждым следующем ребёнком женщина делает всё чаще УЗИ ((39 % для первенцев, 55 % для вторых детей в семье, 67 % для третьих). При этом пол первенца ещё сильнее влияет на желание матери сделать УЗИ: при второй беременности 40 % женщин идут на УЗИ, если у них есть сын-первенец. Если же первенцем является девочка, то УЗИ посещают уже 70 %. Это указывает на сильное ожидание иметь сына.
Из-за отсутствия данных о родах ряд исследователей работали над изучением статистики абортов в Китае. В одном из ранних исследований (1987) было установлено, что, согласно культурным убеждениям, человеческие эмбрионы не считаются человеческими существами до тех пор, пока они не родились, что привело к культурному предпочтению абортов над детоубийством. С другой стороны, китайцы крайне редко практикуют детоубийство из-за культурных и религиозных убеждений, однако было обнаружено, что 27 % женщин делали аборт. При этом вторая беременность девочкой после девочки-первенца прерывалась в 92 % случаях.
В исследовании 2005 года было обнаружение, что наибольший половой дисбаланс в Китае приходится на детей 1-4 лет. На этом фоне выбивались 2 региона, Тибет и Синьцзян (регионы с проживанием национальных меньшинств — тибетцев и уйгуров), где половое соотношение детей говорило о практическом отсутствии селективных абортов. Одновременно половой дисбаланс среди некоторых китайских провинций достигал 140 мальчиков на 100 девочек.
Практика абортов привела к послаблению политики одного ребёнка, например если у семьи рождалась девочка, то им позволялось обзавестись вторым ребёнком. В некоторых регионах такое послабление давалось лишь для 40 % семей, в других — для всех. Провинции с низкой плотностью населения не имели ограничений в рождаемости.
По примерным прогнозам, к 2020 году в Китае будет на 50 миллионов больше молодых мужчин, чем женщин, таким образом многие из них не смогут жениться. Уже сегодня некоторые семьи начинают копить денежные средства, которые отдадут за выкуп невесты. С 2012 года намечается постепенное снижение соотношения рождаемости до 117 мальчиков на 100 девочек против 118 в 2010 году.

### Индия

Соотношение полов при рождении по регионам Индии с 2006 по 2010. Более светлым выделены регионы, где девочек рождается меньше, чем мальчиков,

Согласно переписи населения 2001 года, в Индии на 100 девочек до 6 лет приходилось 108 мальчиков. В 2011 году доля мальчиков составляла уже 109 (919 девочек на 1000 мальчиков). Показатели сильно разнятся в зависимости от региона и прямо зависят от уровня жизни населения и развитости регионов. Например, на 100 девочек в Харьяне приходится 120, Пенджабе — 118, Джамму и Кашмире — 118. Имеет место информация, что общенациональные данные переписи населения сознательно занижают цифры и доля селективных абортов гораздо выше, так как в ряде бедных регионов, где население не имеет доступа к инфраструктуре и медицинским учреждениям, государство не способно вести достоверной статистики. Коэффициент рождаемости мальчиков в регионах, где население состоит из дравидов гораздо ниже, чем в северных регионах Индии, доля мальчиков составляет 103—107, такие цифры ещё считаются не выходящими за пределы «естественного полового распределения» (доля новорождённых мальчиков всегда немного выше и без намеренного вмешательства). Регионы с преобладанием индо-арийских народов имеют, наоборот, очень высокий коэффициент рождаемости мальчиков, что очевидно говорит о высоким проценте абортов и детоубийства.
Данные индийской переписи свидетельствуют о связи абортов девочек с социально-экономическим статусом и грамотностью населения. Например, доля абортов сильно возрастает в крупных городах, где население имеет доступ к медицинским учреждениям. Вопреки распространённым заблуждениям, религия не влияет на селективные аборты, так как регионы с высокими и низкими коэффициентами детского пола могут быть населены индуистами, мусульманами, христианами или сикхами.

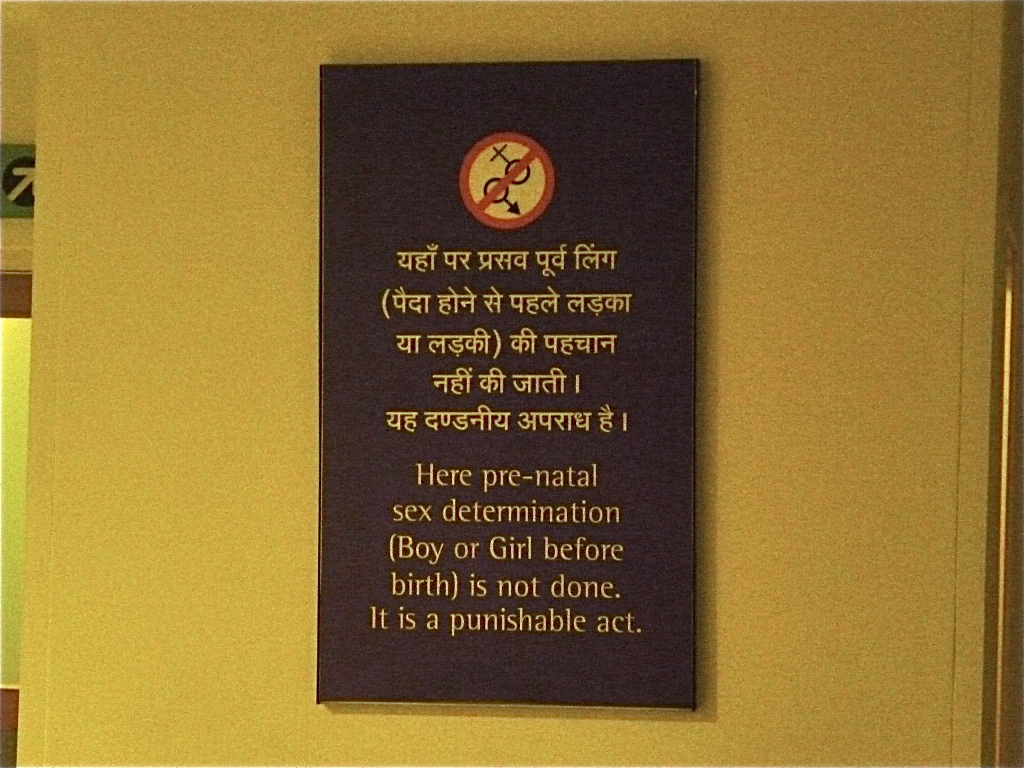
Надпись в индийском госпитале на хинди и английском, предупреждающая, что сообщать пол будущего ребёнка запрещено под угрозой наказания

Впервые возможность узнать пол ребёнка до родов появилась в 1970-е годы и быстро стала популярной в Индии по ясным причинам. К началу 2000 года население 17 из 29 индийских штатов имело широкий доступ к УЗИ, это и способствовало увеличению доли новорождённых мальчиков.
Правительство Индии и общественные организации Индии вели дискуссию относительно избирательных абортов. Например, нашлись защитники идеи, их аргументы в пользу гласили, что аборт девочки будет гуманнее, чем она будет терпеть насилие и дискриминацию в семье как нежеланный ребёнок. Противники, коих большинство, сетуют на то, что если женщина и делает аборт, то это должно быть следствием нежелания иметь ребёнка, а не желания обзавестись мальчиком. К тому же противники сетуют на демографические последствия, с которыми могут столкнуться следующие поколения.
Первую попытку пресечь избирательные аборты индийское правительство предприняло ещё в 1971 году, официально разрешив аборты, но при определённых условиях: если у плода имеются нарушения в развитии, беременность грозит жизни матери или женщина стала жертвой изнасилования. Для этих целей правительство стало массово закупать устройства УЗИ для проверки плода на наличие дефектов, но именно распространённость УЗИ дала новый толчок к селективным абортам, так как через УЗИ можно было узнать пол ребёнка. В 80-е годы правительство приняло закон о профилактических методах диагностики, запрещающий врачам сообщать о поле ребёнка, но влияние закона до сих пор не известно, поскольку многие врачи не следуют закону и за взятки легко сообщают о поле ребёнка.
Министерство здравоохранения и поддержки семьи Индии вкладывает крупные средства на пропаганду против избирательных абортов и с переменным успехом предотвращает практику взяточничества среди медицинских клиник
. По примерным оценкам, в Индии каждый год в рамках селективного аборта убивается 100 000 девочек. Исследователи отмечают изменение соотношения родившихся мальчиков и девочек и предполагают постоянное увеличение количества селективных абортов с 1990-х годов.

### Прочие страны
Другие азиатские страны, где широко распространены аборты девочек — Пакистан и Вьетнам. ООН в своём докладе сообщает, что во Вьетнаме доля мальчиков на 100 девочек составляет 110, а в густонаселённых районах вдоль красной реки Дельта — 116 мальчиков. В Пакистане, по ООН, коэффициент рождаемости составляет 110. Городские районы Пакистана, особенно его густонаселённый регион Пенджаб, сообщают о соотношении полов выше 112 (менее 900 женщин на 1000 мужчин). Предполагается, что в результате абортов и детоубийств, Пакистан лишился 6 миллионов девочек. При этом в Пакистане не менее популярным после абортов остаётся убийство новорожденных девочек, страна занимает лидирующую позицию в мире по количеству детоубийства по признаку пола.
В Сингапуре коэффициент рождаемости составляет 108 мальчиков. Тайвань составил статистику 4 миллионов детей, рождённых с 1991 по 2011 год и выявил, что коэффициент варьировался от 107 до 111, при этом самый высокий коэффициент пришёлся на 2000-е годы и с тех пор идёт на спад. Аборт девочек был очень широко распространён в Южной Корее, но в последние годы резко пошёл на спад. Так по состоянию на 2015 год, доля мальчиков составила 107. Хуже ситуация обстоит в Гонконге, где по состоянию на 2015 год, приходилось 112 мальчиков на 100 девочек. В исследовании 2001 года, был сделан вывод, что на статистику в основном негативно влияли выходцы из Индии и материкового Китая.
Последнее время повышение доли мальчиков намечается в некоторых районах Непала, особенно в долине Катманду. При этом высокие коэффициенты распространены среди более богатых, более образованных слоев населения в городских районах.

## Европа
Население Европы в целом не практикует селективные аборты за исключением мусульман. Согласно оценкам ЦРУ 2011 года, страны с ненормально преобладающем мужским населением выше — Албания, Черногория и Северная Македония. Например на Кавказе, сильно общественное давление, что для семьи сыновья лучше, чем дочери. Если в составе СССР у республик коэффициент рождаемости оставался в пределах нормы, то после развала он резко возрос. Редакция журнала The Economist предполагает, что ситуация на Кавказе не уникальна, а отражает общие тенденции Восточной Азии и Южной Азии, чьи страны почти всегда сознательно умалчивают о статистиках и скрывают факт селективных абортов, власти Армении, Грузии и Азербайджана же честно показывают свои статистики.

### Армения
Армения традиционно относится к наиболее проблемным с точки зрения практики селективного аборта странам, особенно это касается сельского населения Гегаркуникской, Арагацотнской и Армавирской областей. Ситуация имеет тенденцию к улучшению, поскольку соотношение новорожденных мальчиков к девочкам сократилось со 115:100 в 2008 году до 111,9:100 в 2016 году, но остается аномально диспропорциональным, особенно это касается последующих родов. К примеру, соотношение каждого второго и последующего ребёнка в семье составляло в среднем 164 мальчика на 100 девочек (2008—2012). При этом в населении Армении в 2016 году преобладают женщины (52 %), что указывает на интенсивную эмиграцию молодых мужчин-армян за рубеж, преимущественно в Российскую Федерацию. В противном случае, в небольшой стране может обостриться проблема нехватки невест (в 2016 году на 21 459 новорожденных мальчика появилось лишь 19 179 девочек). В Армении аборты после 12-й недели беременности запрещены законом, поэтому некоторые женщины пытаются прервать беременность на чёрном рынке или же собственными средствами. К избавлению от неродившихся девочек семьи также подталкивает дискриминация на рынке труда (женщины получают в среднем на треть меньше мужчин), а значит не приносят роду большого дохода. Дискриминация девочек поддерживается и на бытовом уровне: третью по счёту рождения девочку принято называть Бавакан, что означает «хватит, достаточно (девочек)».

### Грузия
Проблема селективных абортов выявляется и в Грузии, хотя иногда может и преувеличиваться. К примеру, в 2008 году родилось рекордное число младенцев мужского пола — в среднем 128 мальчиков на 100 девочек. В 2005 году соотношение мальчиков к девочкам находилось на уровне близком с среднему многолетнему значению для Грузии начала XXI века: 113 к 100, что указывает на наличие проблемы с селективными абортами в стране. В 2017 году Межведомственная комиссия Национальной службы статистики Грузии и грузинского офиса Фонда населения ООН на основании переписей населения сделали заявление о том что в период 1990 по 2015 год в Грузии по причине абортивного вмешательства не родилось 31,4 тыс. девочек. Наиболее остро диспропорция полов к 2017 году встала в регионах Кахети, Квемо-Картли и Самцхе-Джавахети. Примечательно, что во всех из них значительную долю населения (15—50 %) составляют этнические азербайджанцы и/или армяне.

### Балканы
Повышенный коэффициент рождаемости мальчиков сохраняется в Западных Балканах, в таких странах, как Албания, Северная Македония, Республика Косово и Черногория. По данным ЦРУ за 2016 год, коэффициент рождаемости мальчиков в Албании один из самых высоких в мире и составляет 110. В 2008 году — 112. В Черногории коэффициент был 110. В 2011 году в Северной Македонии коэффициент составлял 108. При этом наблюдается тенденция увеличения. В последние годы органы здравоохранения Черногории выразили озабоченность по поводу значительного дисбаланса между числом рождений мальчиков и девочек. Исследователи отмечают, что аборт девочек становится всё более модной тенденцией среди населения Балкан.

## Законодательство

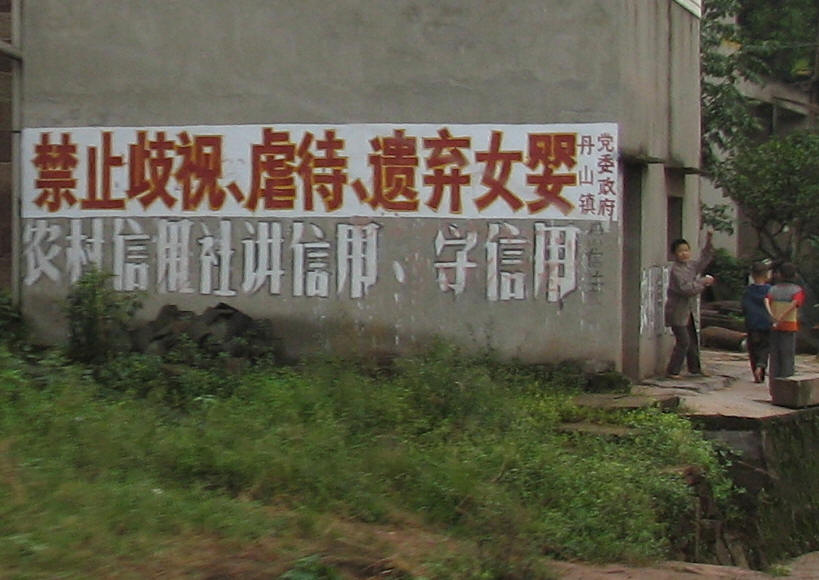
Социальный плакат в городе Даньшань, провинция Сычуань, КНР: «Все формы дискриминации девочек запрещены» (сентябрь 2005)

В Китае и в Индии селективные аборты запрещены законодательно. За сообщение родителям пола ребёнка врачу грозит тюремное заключение. Однако свободные аборты в обеих странах разрешены, а значит, практика селективного аборта труднодоказуема. В обеих странах власти проводят социальные кампании по перелому стереотипа малоценности дочерей.

## Процедура
Селективные аборты обычно производятся на II—III триместре беременности. На позднем сроке аборт часто заменяют на искусственные роды. Как правило, родители идут на этот шаг, предварительно пройдя ультразвуковой метод обследования с целью выявления пола зародыша.

## Селективный аборт и феминизм
Селективный аборт является причиной идеологического конфликта феминисток, которые в основной массе являются сторонницами репродуктивного выбора и аборта, с другой стороны селективный аборт считается проявлением женской дискриминации. По этой причине многие феминистки стараются избегать «дискомфортной» темы. Например Сара Дитум из The Guardian считает селективные аборты оправданными и также принадлежащими к репродуктивным правам женщины наряду с остальными абортами. Она уверена в том, что кампании по борьбе с селективными абортами также попирают права женщин на их решение избавиться от девочки. Также Сара заметила, что рождение девочек в таких обществах несёт за собой бремя для семьи и угрозу репутации матери. Рахила Гупта (редактор того же издательства) продвигает иную точку зрения, считая, что селективный аборт нельзя считать частью репродуктивного права женщины, так как селективный аборт не является добровольным отказом женщины от ребёнка, а совершается вследствие страха и семейного/общественного давления. Также Рахила сетует на последствия селективных абортов, которые приводят к половому дисбалансу среди населения, который грозит новой волной насилия, затворничеству молодых девушек и охоте на «дефицитных» невест.